# Rock the Cosmos Tour

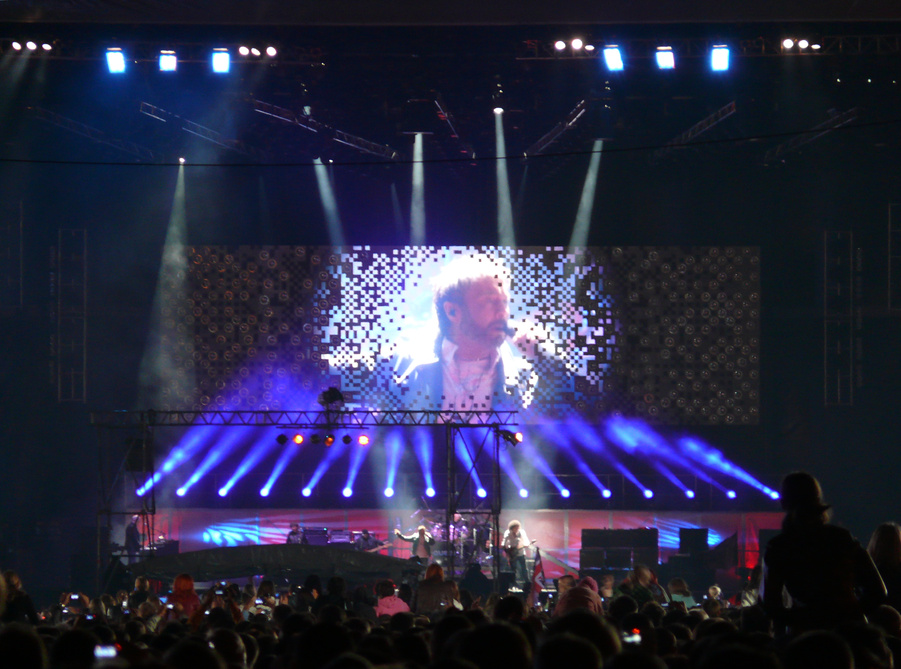
Il concerto d'apertura del Rock the Cosmos Tour a Charkiv, Ucraina, il 12 settembre 2008.

Il Rock the Cosmos Tour fu il secondo tour della band Queen + Paul Rodgers, associato all'album The Cosmos Rocks. Il concerto d'apertura a Charkiv, Ucraina, il 12 settembre 2008, venne registrato e pubblicato nel DVD Live in Ukraine

## Date
| 12-9-2008 Kharkiv, Ucraina              | 16-10-2008 Birmingham, Regno Unito         |
| 15-9-2008 Mosca, Russia                 | 18-10-2008 Liverpool, Regno Unito          |
| 16-9-2008 Mosca, Russia                 | 19-10-2008 Sheffield, Regno Unito          |
| 19-9-2008 Riga, Lettonia                | 22-10-2008 Barcellona, Spagna              |
| 21-9-2008 Berlino, Germania             | 24-10-2008 Murcia, Spagna                  |
| 23-9-2008 Anversa, Belgio               | 25-10-2008 Madrid, Spagna                  |
| 24-9-2008 Parigi, Francia               | 28-10-2008 Budapest, Ungheria              |
| 26-9-2008 Roma, Italia                  | 29-10-2008 Belgrado, Serbia                |
| 28-9-2008 Milano, Italia                | 31-10-2008 Praga, Repubblica Ceca          |
| 29-9-2008 Zurigo, Svizzera              | 1-11-2008 Vienna, Austria                  |
| 30-9-2008 Katowice, Polonia             | 4-11-2008 Newcastle upon Tyne, Regno Unito |
| 1-10-2008 Monaco di Baviera, Germania   | 5-11-2008 Manchester, Regno Unito          |
| 2-10-2008 Mannheim, Germania            | 7-11-2008 Londra, Regno Unito              |
| 4-10-2008 Hannover, Germania            | 8-11-2008 Londra, Regno Unito              |
| 5-10-2008 Amburgo, Germania             | 14-11-2008 Dubai, Emirati Arabi Uniti      |
| 7-10-2008 Rotterdam, Paesi Bassi        | 19-11-2008 Santiago del Cile, Cile         |
| 8-10-2008 Esch-sur-Alzette, Lussemburgo | 21-11-2008 Buenos Aires, Argentina         |
| 10-10-2008 Nottingham, Regno Unito      | 26-11-2008 San Paolo, Brasile              |
| 11-10-2008 Glasgow, Regno Unito         | 27-11-2008 San Paolo, Brasile              |
| 13-10-2008 Londra, Regno Unito          | 29-11-2008 Rio de Janeiro, Brasile         |
| 14-10-2008 Cardiff, Regno Unito         |                                            |

## Scaletta principale
1. Cosmos Rockin'/Surf's Up...School's Out!" [intro tape]
2. One Vision
3. Tie Your Mother Down
4. The Show Must Go On
5. Fat Bottomed Girls
6. Another One Bites the Dust
7. Hammer to Fall
8. I Want It All
9. I Want to Break Free
10. Seagull
11. Love of My Life
12. '39
13. Bass Solo (Danny Miranda + Roger Taylor)
14. Drum Solo
15. I'm in Love with My Car
16. Say It's Not True
17. Bad Company
18. We Believe
19. Guitar Solo
20. Bijou (con voce di Freddie Mercury)
21. Last Horizon
22. Crazy Little Thing Called Love
23. C-lebrity
24. Feel Like Making Love
25. Radio Ga Ga
26. Bohemian Rhapsody (voce registrata di Freddie Mercury, con voce di Paul Rodgers)
27. Cosmos Rockin'
28. All Right Now
29. We Will Rock You
30. We Are the Champions
31. God Save The Queen (registrata)